# 井陉古驿道
井陉古驿道，位于中国河北省石家庄市井陉县的一个古驿道。1993年7月15日，公布为河北省文物保护单位，类型为古建筑，年代为秦一清。2006年，中国国务院将之列入第六批全国重点文物保护单位（古建筑）。